# Obstrukcija dihal
Obstrukcija dihal v pulmologiji pomeni povečano upornost dihalnih poti in s tem oviranje pretoka zraka. Vzrok je običajno zožanje dihalnih poti, zlasti bronhiolov. Posledično vdihne bolnik z obstruktivno boleznijo dihal manj zraka in v arterijsko kri pride manj kisika. Za razliko od obstruktivnih bolezni pride pri restrikciji dihal do zmanjšanja pljučnih volumnov. 
Pri obstrukciji pride do znižanja razmerja FEV1/VC, ki normalno znaša 0,8 (FEV1 = forsiran ekspiracijski volumen v prvi sekundi, VC = vitalna kapaciteta). Zato lahko obstruktivne pljučne bolezni diagnosticiramo s spirometrom, kjer dobimo oba podatka, FEV1 in VC. 
Med obstruktivne bolezni dihal spadajo:
- astma
- kronični bronhitis
- kronična obstruktivna pljučna bolezen
- cistična fibroza